# Aruküla (Märjamaa)
Aruküla – wieś w Estonii, w prowincji Rapla, w gminie Märjamaa.